# Ніусерра
Ніусерра — давньоєгипетський фараон з V династії.

## Життєпис

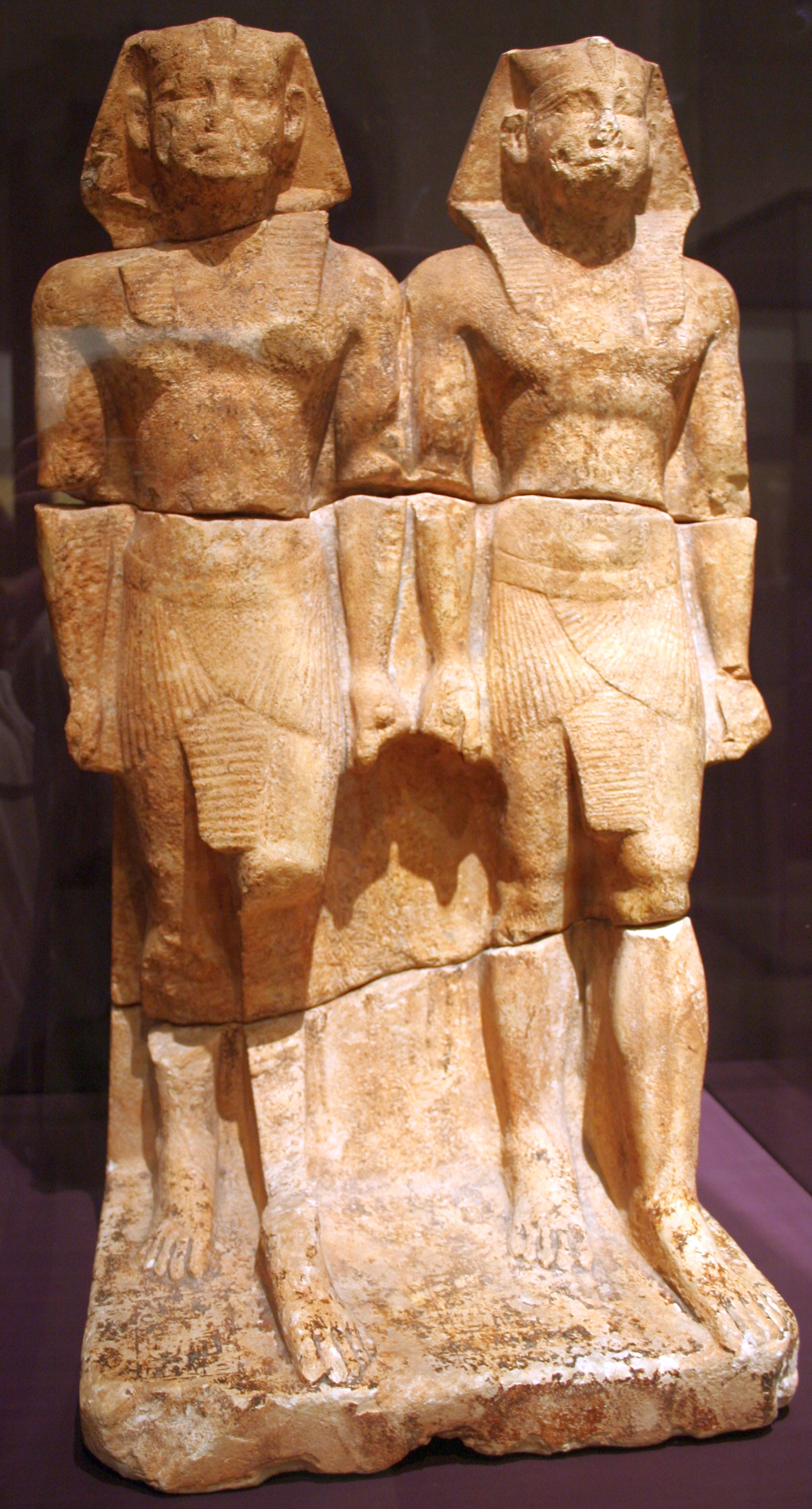
Подвійна статуя Ніусерри.
Державний музей Єгипетського мистецтва, Мюнхен

Ніусерра був молодшим сином фараона Неферірікари I й цариці Хенткаус II, а також братом фараона Неферефри.
Ніусерра, як прийнято вважати, спадкував безпосередньо своєму брату, але є деякі свідчення, що надають право припустити, що фараон Шепсескара правив між двома братами, хоч і упродовж дуже нетривалого терміну, можливо упродовж кількох місяців. Є припущення, що між спадкоємцями Сахури, чиїм сином, можливо, був Шепсескара, і нащадками Неферірікари виникла боротьба за престол, та ефемерне правління Шепсескари було невдалою спробою захопити трон.
Манефон називав Ніусерру Ратуресом та надавав йому термін правління 44 роки, але така тривалість перебування при владі цього фараона викликає сумніви. Дані Туринського списку, що стосуються Ніусерри, сильно пошкоджені, неможливо прочитати не лише його ім'я, але навіть кількість років його правління. Хоч історики зазвичай припускають, що там зазначено 24 роки. Більш ретельний аналіз того місця Туринського папірусу показує, що там може бути зазначено будь-який рік як з 11 до 14, так і з 21 до 24, а також і з 31 до 34.
Зображення з сонячного храму Ніусерри в Абу-Горабі, що змальовують святкування фараоном ювілейного свята «Хеб-Сед», також наштовхує на думку, що його правління перевищувало 30 років.

### Сонячний храм

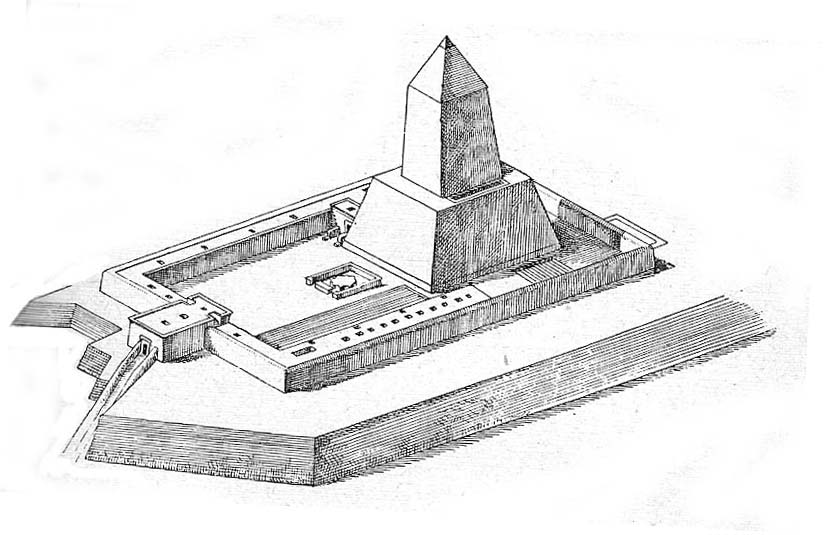
Сонячний храм Ніусерри

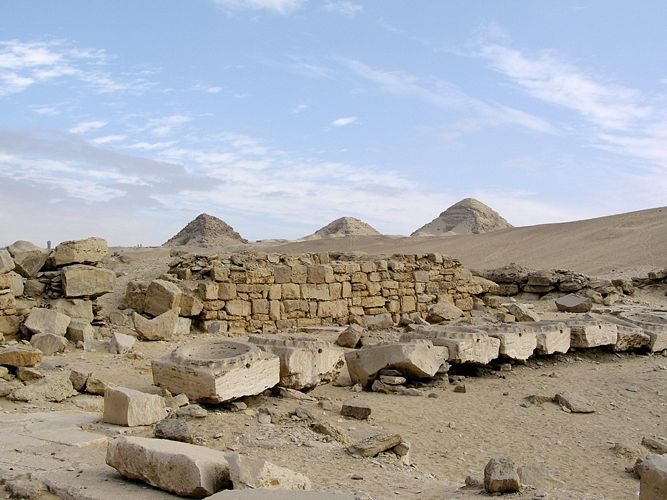
Руїни Сонячного храму Ніусерри

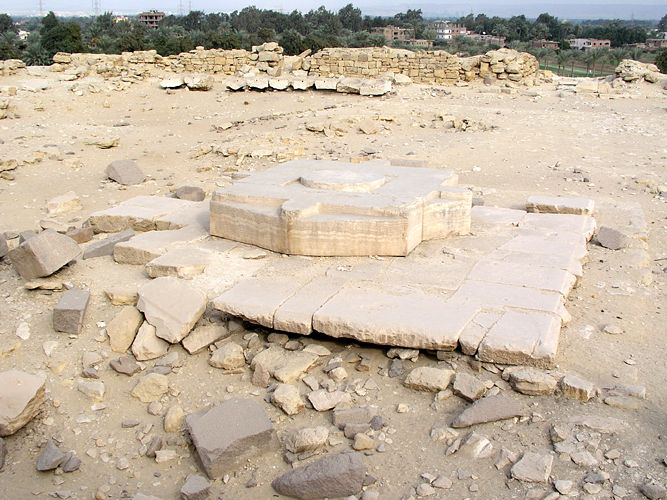
Вівтар Сонячного храму Ниусерри

У місцевості Абу-Гураб розташовані руїни найбільшого сонячного храму, збудованого фараоном Ніусеррою. Храм Ніусерри височів на плато, піднятому над долиною завдяки колосальним кам'яно-будівельним роботам. До штучної платформи вела від долини дорога, яка через розташування ділянки підходила до споруди під кутом. Внизу була монументальна брама, збудована з вапняку і ним же оздоблена. Реконструкція брами показала, що у плані вона мала форму правильного прямокутника. Є підстави вважати, що первинно вона мала похилі стіни, тобто були першим зразком монументального храмового пілону. Від брами до храму вів критий коридор, що освітлювався за допомогою отворів, зроблених у перекритті через рівні інтервали. Він вів до головного входу, що розміщувався на осі святилища, орієнтованій по лінії схід—захід.
У плані святилище було прямокутником 80 × 110 м, оточеним високою й товстою кам'яною стіною. З південного, західного та північного боків всередині стіни були вузькі коридори, що вели до різних частин святилища. Навпроти входу розташовувався великий двір із жертовником у глибині. Позаду височіла головна частина будівлі, в якій археологи вбачають прототип обеліска.

План Сонячного храму Ніусерри

Стіни південної галереї були покриті чудовими рельєфами, що зображували богів-покровителів різних номів Єгипту, божеств Нілу й персоніфікації пір року. Сцени польових робіт були гімном Сонцю, якому Єгипет був винний своїм існуванням. Галерея освітлювалась отворами, зробленими у стелі; у прохід, розташований всередині цоколя, сонячне світло не потрапляло. Ті, хто входив мали світильники, щоб мати можливість милуватись знаменитими сценами свята Сед — тридцятої річниці сходження на престол фараона, який відсвяткував свій ювілей будівництвом храму. Більшість рельєфів нині у Берлінському музеї.

### Піраміда Ніусерри

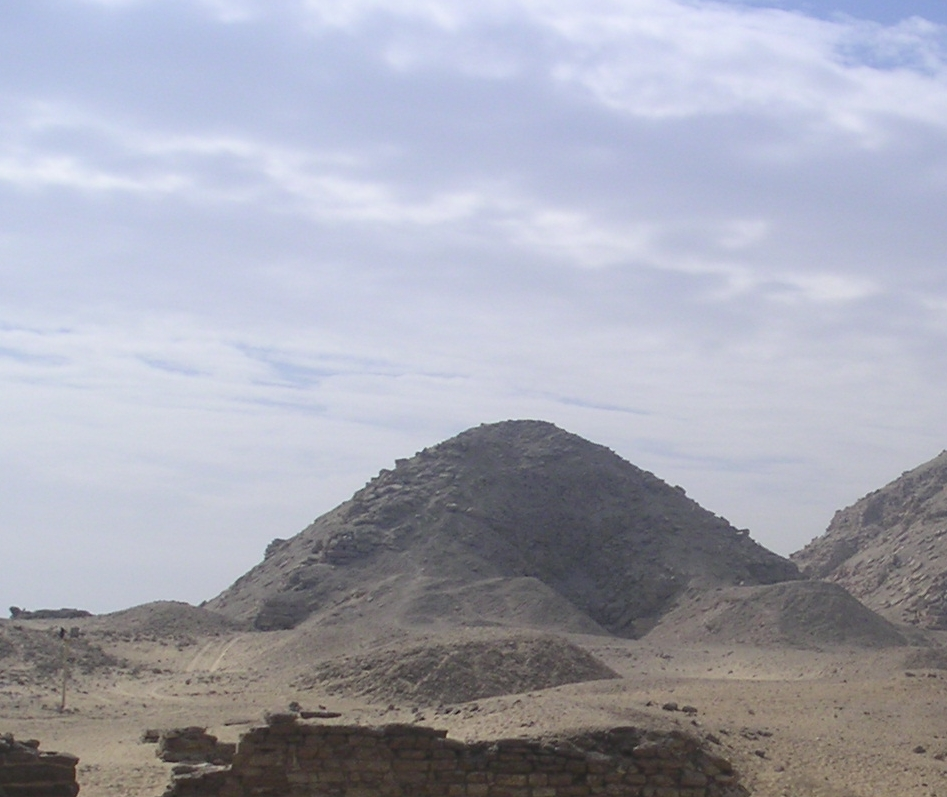
Піраміда Ніусерри

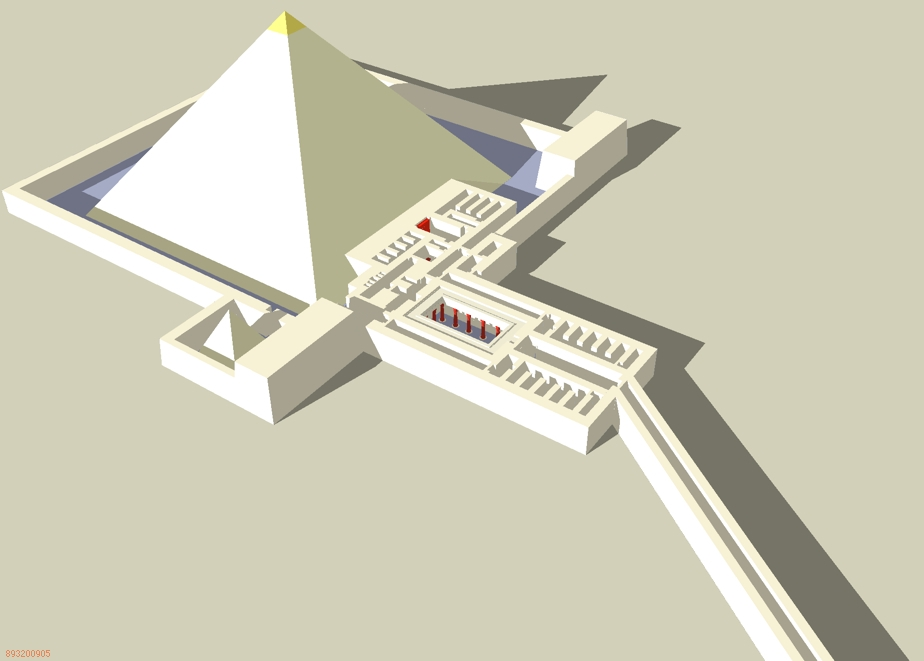
Піраміда Ніусерри. Реконструкція

План піраміди Ніусерри

Свій поховальний комплекс з пірамідою Ніусерра збудував в Абусірі, на південь від піраміди Сахури. Той пам'ятник, названий Мен-сету («Міцне місце»), розташований між ансамблями Сахури та його наступника Неферірікари.
Піраміда Ніусерри, південний фасад якої підходив до заупокійного храму, мала основу 78,8 × 78,8 м, а висота перевищувала 50 м. Нині та піраміда має жалюгідний стан і не сягає й половини первинної висоти. Як і піраміда Сахури, вона складалась із ярусів, котрі були приховані оздоблювальним каменем, привезеним з Тури. Від входу, розташованого на півночі, до поховальних камер, розділених стіною, вела галерея. Стеля камер мала таку ж будову, як і в піраміді Сахури. Перша камера була допоміжною, вона передувала другій, в якій не було знайдено слідів саркофагу та поховальних речей. У південно-східному куті комплексу височіла невелика піраміда-супутник, що точно відтворювала царську піраміду.
На південь від піраміди Ніусерри, імовірно за його царювання, була збудована мала піраміда для його бабки Хенткау — матері фараонів Сахури та Неферірікари.